# Малі ядерні РНК
Малі ядерні РНК (мяРНК, snRNA) — клас малих молекул некодуючих РНК, які зустрічаються в ядрі клітин еукаріотів. Вони транскрибуються РНК-полімеразою II або РНК-полімеразою III та беруть участь у важливих процесах, таких як сплайсинг (видалення інтронів з попередників мРНК), регуляції транскрипції (7SK РНК) або РНК-полімерази (B2 РНК) і підтримці цілосності теломер. Вони завжди асоційовані зі специфічними білками, утворюючи комплекси, що звуться малими ядерними рибонуклеопротеїнами (мяРНП). Малі ядерні РНК містять велике число залишків урацилу. Велика група мяРНК — малі ядерцеві РНК ( мяцРНК, англ. snoRNA), що грають істотну роль в біогенезі та хімічних модифікаціях рибосомних РНК (рРНК).